# Sherburne Wesley Burnham
Sherburne Wesley Burnham (Thetford, Ujedinjeno Kraljevstvo, 12. prosinca 1838.  - Chicago, Illinois, SAD, 11. ožujka 1921.), američki astronom, koji je radio amaterski. Objavio je 1274 dvojnih zvijezda, koje su unesene u zvjezdane kataloge. Svoja je promatranja zabilježio u dvosveščanom djelu General catalogue of double stars  1906. godine.
Od 1877. do 1884. bio je opservator u opservatoriju Dearborn u Chicagu. Od 1888. do 1892. bio je astronom u opservatoriju Lick, potom profesor astronomije na sveučilištu u Chicagu i astronom u opservatoriju Yerkes.
Godine 1890. izabran je u Američku akademiju znanosti i umjetnosti. Odlikovan je zlatnom medaljom Kraljevskog astronomskog društva. Njemu u čast nazvan je krater na Mjesecu, krater Burnham.

## Vanjske poveznice
- Životopis  Arhivirana inačica izvorne stranice od 2. svibnja 2006. (Wayback Machine), Sveučilište u Chicagu
- Note on Hind's Variable Nebula in Taurus, Monthly Notices of the Royal Astronomical Society, Vol. 51, p. 94 (1890)
- Double star observations made with the thirty-six-inch and twelve-inch refractors of the Lick observatory, from August, 1888, to June, 1892, Publications of the Lick Observatory, Vol. 2, p. 175 (1894)
- S.W. Burnham na Astrophysics Data Systemu